# دوودس (آیووا)
دوودس (به انگلیسی: Douds) شهری در ایالت آیووا کشور ایالات متحده آمریکا است که جمعیت آن در سرشماری سال ۲۰۱۰ میلادی، ۱۵۲ نفر بوده‌است.
دوددس در سال ۱۸۶۶ توسط برادران الیاب و دیوید دور ساخته شد. در ابتدا ایستگاه داود نامیده می‌شد. دوددس هرگز رسماً به عنوان یک شهر ادغام شد، اما دارای یک اداره پست و کد پستی اختصاصی خود است. در کرانه جنوبی رود دس موینوس «شهر دوقلو» دوددس، لئاندو قرار دارد. لئاندو بزرگتر است، اما کوچکتر از دو شهر است. لئاندو در دهه ۱۸۳۰ ساکن شد و در اصل پورتلند نام داشت. در سند اصلی توسط برادران داود شرط شده بود که خرید و فروش مشروبات الکلی مست در شهر انجام نمی‌شود.
این مورد تا دهه ۱۹۹۰ که راب مور شروع به فروش الکل در فروشگاه‌های مواد غذایی خود کرد، مورد تأیید قرار گرفت. تا زمان ساخت اولین پل آهنی (۱۸۹۸)، شهرهای دوودس و پورتلند رقابت‌های زیادی را شاهد بودند. دوددس محل استقرار شرکت سنگ دوودس است که از یکی از بزرگترین معادن سنگ آهک زیرزمینی در ایالت آیووا کار می‌کند. بانک پس‌انداز کشاورزان و معامله گران (تأسیس ۱۹۱۰) در دورودس واقع شده‌است و یکی از معدود بانک‌هایی است که از رکود بزرگ نجات یافت. (دوددس و لئاندو) که اکنون یک جامعه در نظر گرفته شده‌است، دوددس روز آخر سال خود را در آخرین آخر هفته کامل در ماه ژوئن برگزار می‌کند.

## جغرافیا
دوددس در ″ ۴۰°۵۰′۲۲ شمالی و ″ ۹۲°۵′۸ غربی (۴۰٫۸۳۹۵۷۱ ،۹۲٫۰۸۵۴۷۶)، در بخش شمال غربی شهرستان ون بورن واقع شده‌است.